# Polskie Siły Powietrzne we Francji

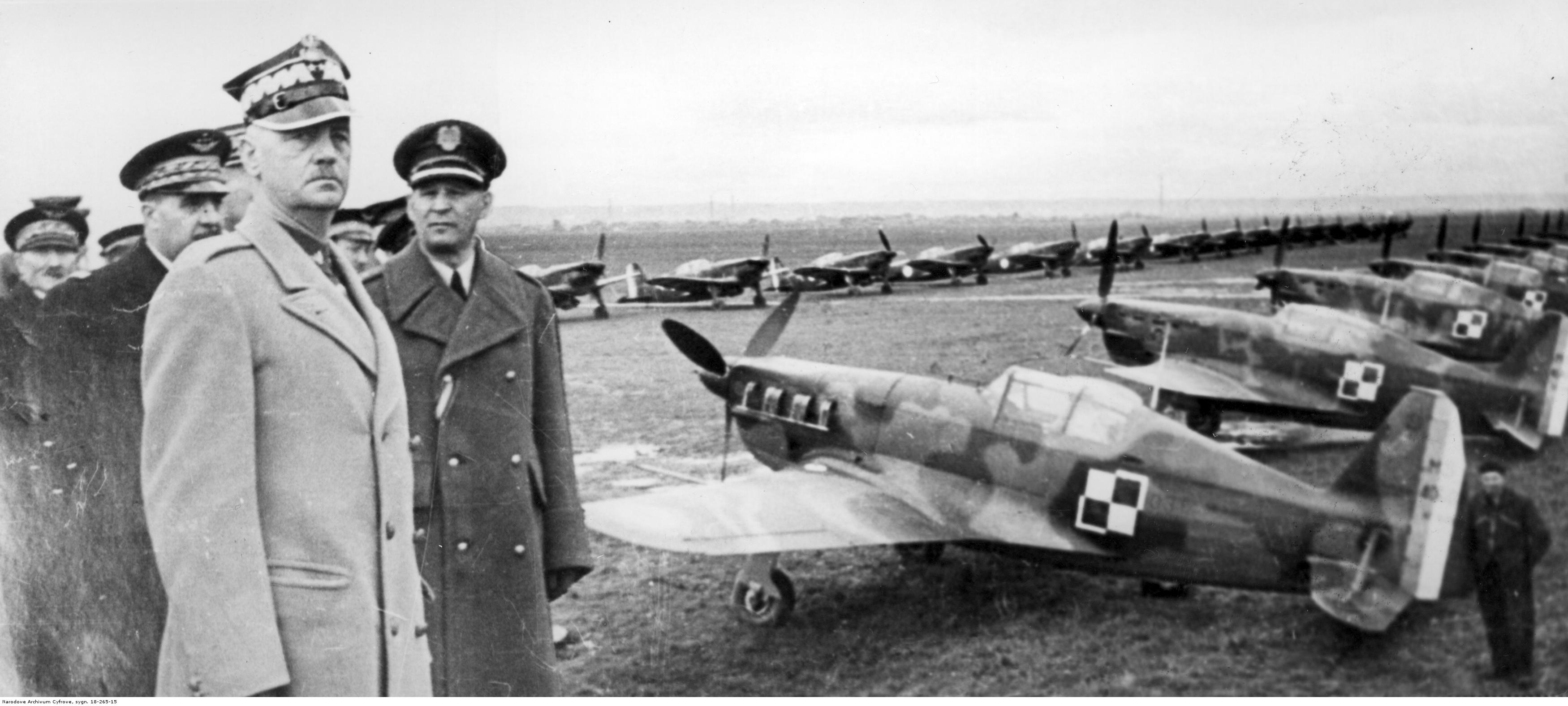
Gen. Władysław Sikorski, gen. Józef Zając i gen. Victor Denain na lotnisku w Bron. Widoczne samoloty myśliwskie Morane-Saulnier MS.406.

Polskie Siły Powietrzne we Francji (PSP) – trzeci, obok wojska i marynarki wojennej, rodzaj sił zbrojnych Wojska Polskiego tworzony z docierającej do Francji jeszcze w trakcie kampanii wrześniowej polskiej kadry lotniczej.

## Organizacja Polskich Sił Zbrojnych we Francji
Po przegranej kampanii wrześniowej zaczęto tworzyć nowe jednostki Wojska Polskiego we Francji. We wrześniu i w pierwszych dniach października 1939 terytorium Polski zdołało opuścić około 80% zmobilizowanego personelu lotniczego. Pełnienie obowiązków dowódcy polskiego lotnictwa powierzono dotychczasowemu Naczelnemu Dowódca Lotnictwa i Obrony Przeciwlotniczej gen. Józefowi Zającowi, a zadanie kierowania ewakuacją personelu lotnictwa z krajów internowania postawiono gen. Stanisławowi Ujejskiemu.
Gen. Zając stał na stanowisku, że lotnictwo polskie powinno być odtwarzane zarówno we Francji, jak i w Wielkiej Brytanii. Jego opinia  nie spotkała się jednak z entuzjazmem gen. Władysława Sikorskiego, który zdecydowanie skłaniał się ku wariantowi tworzenia jednostek lotniczych tylko we Francji. Zależało mu bowiem na utrzymaniu całości sił zbrojnych pod jednym dowództwem i na terenie jednego sojusznika. W wyniku rozmów gen. Sikorskiego z premierem i ministrem spraw wojskowych Francji Edouardem Daladierem ustalono, że problematyka przyszłej organizacji lotnictwa polskiego zostanie podjęta w trakcie trójstronnej polsko–francusko–brytyjskiej konferencji zaplanowanej na 25 października 1939  w dowództwie francuskich sił powietrznych w Paryżu.
Wstępne porozumienie przewidywało powstanie Polskich Sił Powietrznych (PSP) we Francji. Ustalono, że także Wielka Brytania przyjmie na swoje terytorium 300 osób personelu latającego oraz 2000 osób personelu technicznego i pomocniczego. Oddzielne umowy w sprawie organizacji oddziałów PSP we Francji i Anglii miały być podpisane z rządami tych państw.
28 października 1939 Rada Ministrów na wniosek ministra spraw wojskowych gen. Sikorskiego przyjęła dokument, zgodnie z którym polskie lotnictwo wojskowe miało być częścią armii polskiej organizowanej u boku aliantów. Rząd polski godził się na tworzenie jednostek lotniczych na terenie Francji i Wielkiej Brytanii, przy czym we Francji miały być organizowane jednostki lotnictwa myśliwskiego i obserwacyjnego, przeznaczonego do współpracy z tworzonymi tam polskimi jednostkami lądowymi. Zaakceptowano ponadto francuską propozycję wykorzystania bazy lotniczej w Lyonie jako ośrodka zbornego lotnictwa polskiego.

### Organizacja jednostek lotniczych

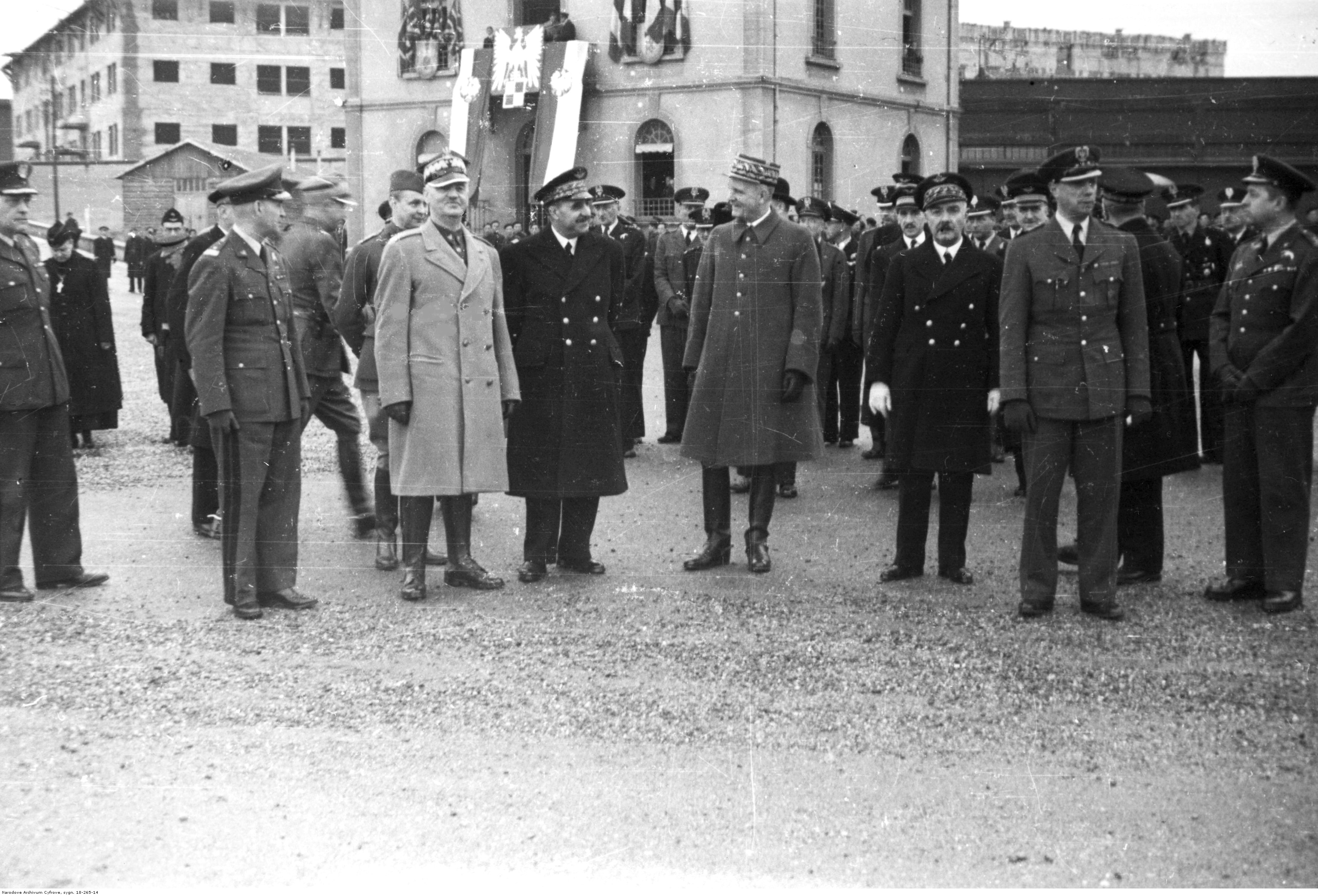
Wizyta gen. Władysława Sikorskiego w ośrodku szkoleniowym Polskich Sił Powietrznych w Bron 27 marca 1940. Widoczni: gen. Józef Zając, gen, Władysław Sikorski, gen. Victor Denain, ppłk Mateusz Iżycki, płk dypl. Aleksander Kędzior, płk Stefan Pawlikowski.

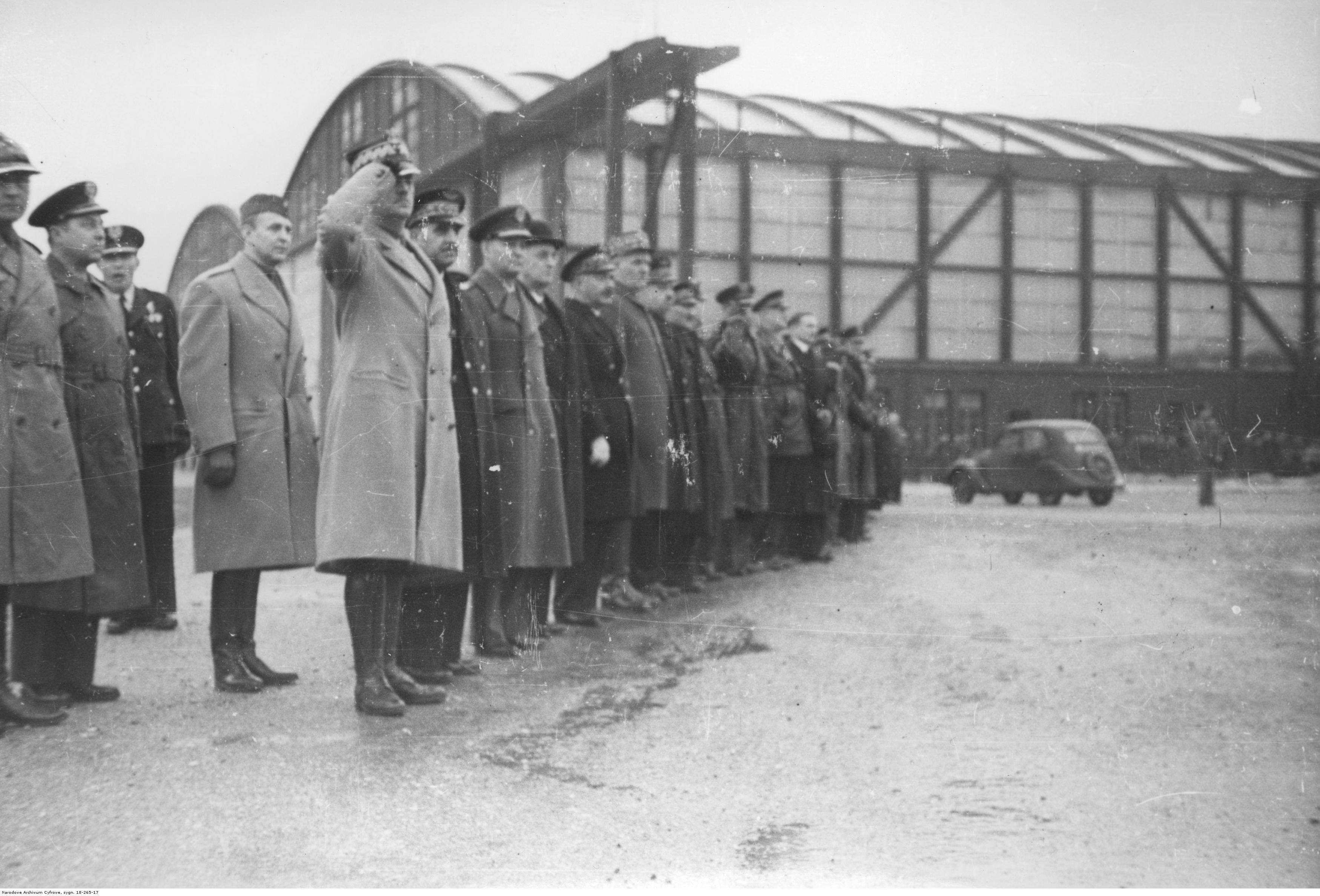
Ośrodek szkoleniowy PSP w Bron – gen. Władysław Sikorski i przedstawiciele władz przyjmują defiladę

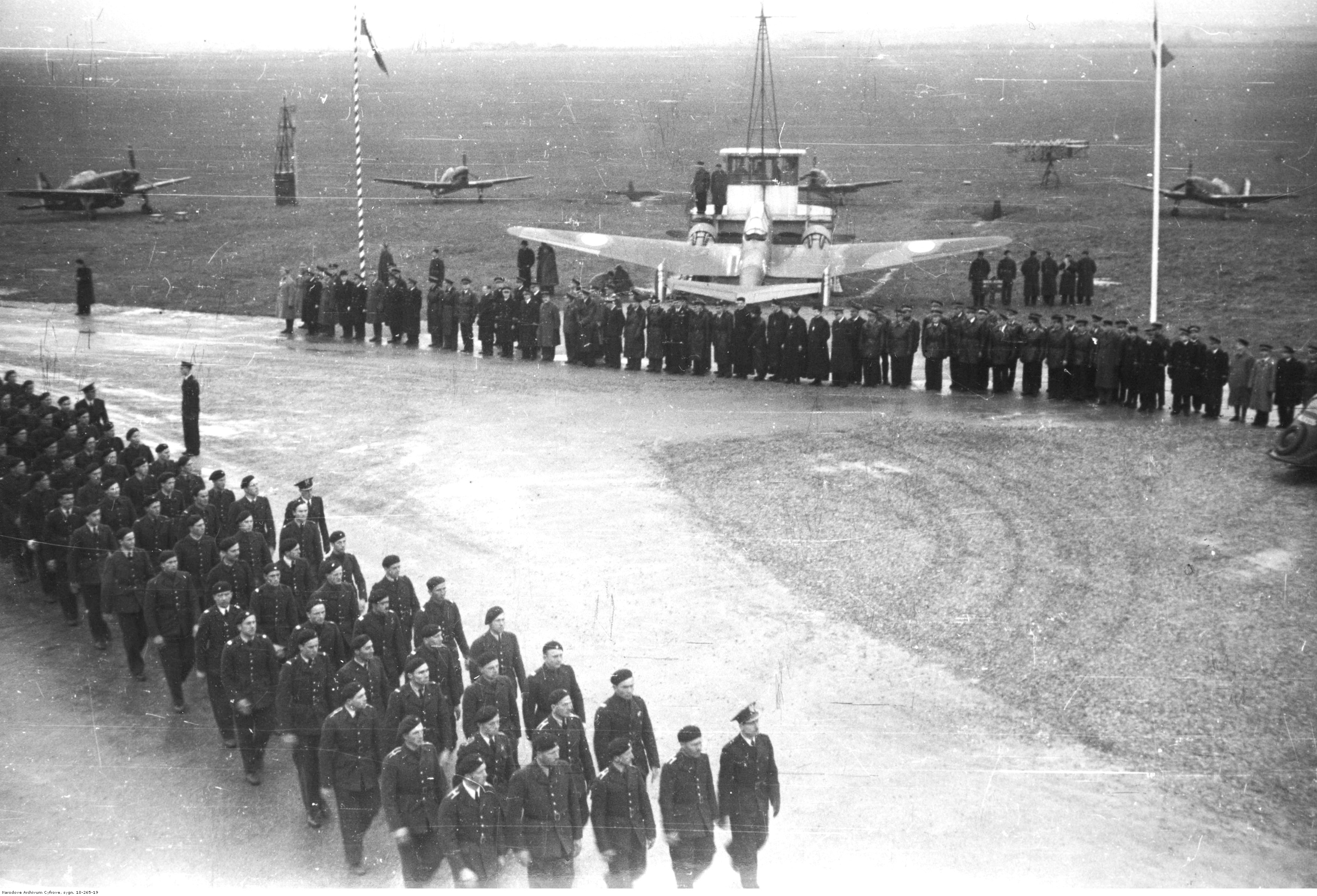
Defilada w ośrodku szkoleniowym Polskich Sił Powietrznych w Bron

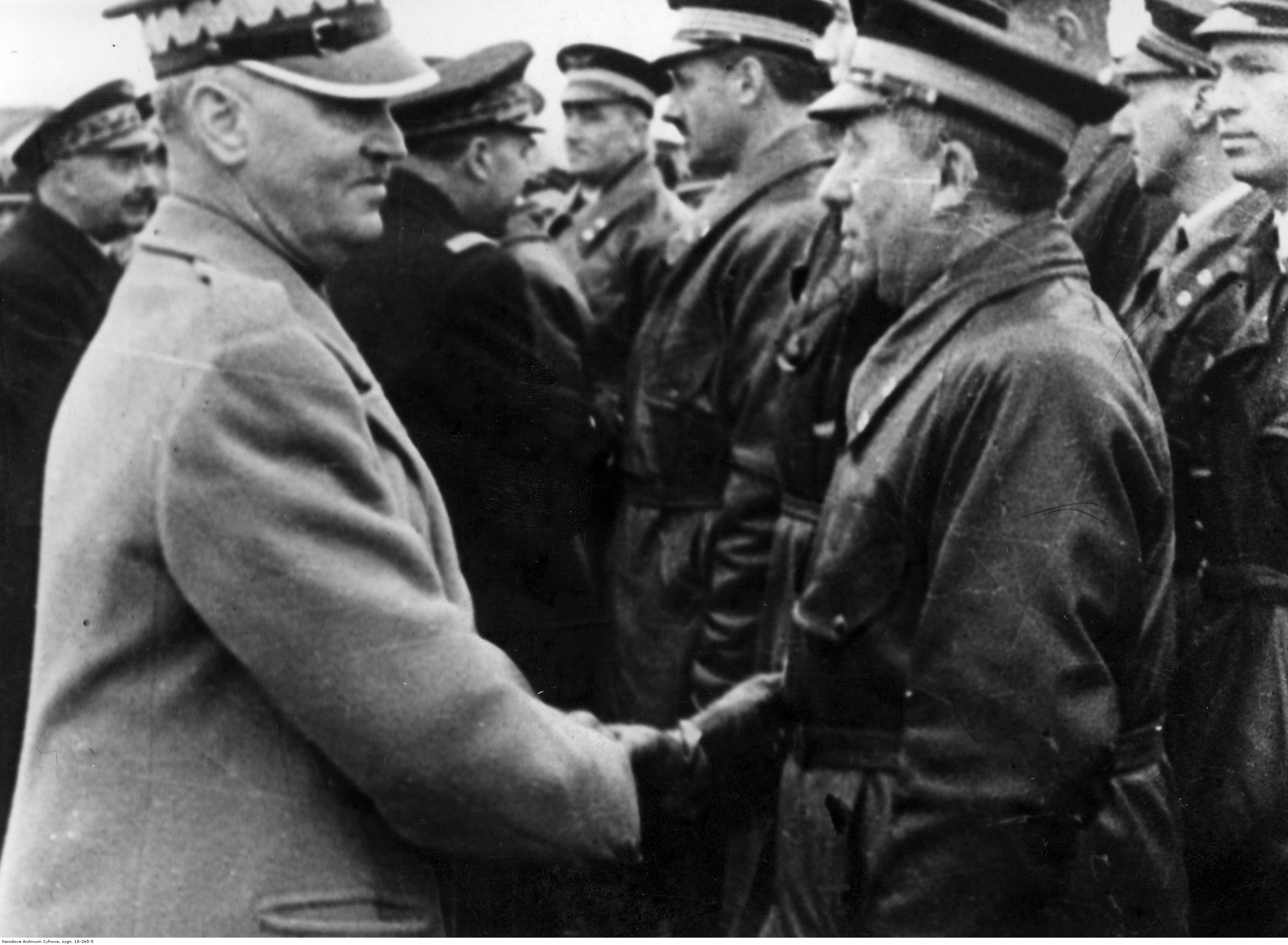
Gen. Władysław Sikorski wita się z żołnierzami w ośrodku w Bron

Na podstawie umowy lotniczej z Francją podpisanej 4 stycznia 1940 przystąpiono do sformowania 2 dywizjonów lotniczych wraz z personelem naziemnym, 2 eskadr współdziałania oraz bliżej niekreślonej ilości rezerwowych jednostek kadrowych. 
Powstało też Centrum Wyszkolenia Lotnictwa Polskiego w Lyon-Bron (komendant płk pil. Stefan Pawlikowski, dowódca francuski płk Charles Hug), gdzie rozpoczęto szkolenie pilotów na samolotach francuskich. Naukę polskiego personelu latającego i technicznego podjęto także w ośrodkach szkolenia lotnictwa francuskiego w Montpellier, Saint-Etienne, Clermont-Ferrand, Rennes i innych.

Pierwszą sformowaną jednostką liniową był dywizjon myśliwski tzw. „finlandzki”, który wejść w skład alianckiego Korpusu Ekspedycyjnego przewidzianego do wsparcia Finlandii walczącej ze Związkiem Radzieckim. Zakończenie wojny zweryfikowało te plany, a oddział przemianowano na dywizjon I/145 „Warszawski”.
10 stycznia pierwsza grupa lotników została skierowana do Bazy Lotniczej w Montpellier (grupę tę później nazywano Eskadrą Montpellier) i rozpoczęła szkolenie, które pierwotnie było zaplanowane na 3 do 4 miesięcy, jednak na skutek szybkich postępów u kursantów zostało zakończone po upływie miesiąca. Po zakończeniu szkolenia w dniu 26 marca, podczas uroczystej odprawy, piloci Eskadry zostali przydzieleni kluczami do francuskich dywizjonów celem odbycia praktyki frontowej . Były to klucze dowodzone przez  kpt. Stefana Łaszkiewicza, kpt. Jana Pentza, kpt. Mieczysława Sulerzyckiego, por. Władysława Goethela, por. Kazimierza Bursztyna i por. Józefa Brzezińskiego. Służący w nich piloci jako pierwsi Polacy weszli do walki w maju 1940. Do końca kampanii pozostali w jednostkach francuskich.
Po ukończeniu kursu w Montpellier następne grupy szkoliły się już w ośrodku Bron pod Lyonem. A należały do nich: Dywizjon I/145 (warszawski) – który jako jedyny ukończył proces formowania i wziął udział w walkach jako kompletna jednostka wyposażona w myśliwce Caudron CR.714 (przerobione na wojskowe samoloty sportowe, była to jedyna jednostka używająca tych samolotów), Dywizjon II/145 (krakowsko-poznański) – który do dnia zawieszenia broni nie ukończył procesu formowania i nie wziął udziału w walkach oraz Dywizjon III/145 (dębliński) nazywany później tzw. Dywizjonem Fińskim, gdyż był wstępnie przeznaczony do wsparcia brytyjsko-francuskiego korpusu ekspedycyjnego wspierającego wojska fińskie odpierające agresję ZSRR w 1940 – który również nie zdołał wziąć udziału w walkach ze względu na wcześniej podpisane radziecko-fińskie zawieszenie broni.
Lotnictwo obserwacyjne składało się z dwóch dywizjonów: I dywizjon obserwacyjny w bazie Lyon-Bron i II dywizjon obserwacyjny. Polskie lotnictwo bombowe we Francji składało się tylko z I dywizjonu. 
Organizowano były też służby naziemne Polskich Sił Powietrznych. Wykorzystywano do tego celu przybywających do Francji pracowników polskiego przemysłu lotniczego, lotniczych placówek badawczych, konstruktorskich czy doświadczalnych. Personel lotnictwa przybywający do Francji od początku znajdował się pod opieką lotniczej służby zdrowia. W tworzonych oddziałach organizowano przychodnie i izby chorych z polską obsadą pielęgniarsko-lekarską. W bazie w Lyon-Bron zorganizowana została szkoła sanitarna, w której prowadzono sześciotygodniowe kursy sanitarne dla podoficerów. W kwietniu 1940 rozpoczęła pracę komisja lotniczo-lekarska. Wojskowy personel lotniczej służby zdrowia stanowiło trzydziestu siedmiu oficerów lekarzy, czterech podchorążych studentów medycyny oraz ponad stu podoficerów i szeregowych sanitarnych.
W dniu 1 marca odpłynął do francuskiej Afryki Północnej oddział składający się z mechaników, instruktorów oraz uczniów, którzy w Polsce przeszli jedynie częściowe przeszkolenie lotnicze, a w ośrodkach na terenie Afryki mieli zostać doszkoleni. Oddział ten został rozlokowany na 4 lotniskach: w Rabacie, Marakeszu, Blidzie i Maison Blanche. W Rabacie znajdowała się szkoła obserwatorów lotniczych i w niej ulokowano 2 polskie eskadry (37 pilotów i 17 mechaników). W ciągu 4 miesięcy szkolenia wylatano ok. 4000 lotów przy czasie łącznym ok. 2100 godz. W Marakeszu szkoliło się ponad 200 pilotów, którzy w Polsce ukończyli szkolenie wstępne. Po ukończeniu kursu zostali oni w większości zakwalifikowani na kurs wyższego pilotażu w Fezie. W Blidzie znajdowała się szkoła bombardowania i strzelania powietrznego, do której przydzielono 35 pilotów i 95 osób personelu naziemnego. Piloci, w większości instruktorzy polskich szkół lotniczych, po krótkim przeszkoleniu zostali przydzieleni do zadań instruktorskich. W parku lotniczym w Maison Blanche pracowało ok. 200 polskich mechaników lotniczych stanowiąc trzon wykwalifikowanego personelu bazy.
Ponadto w okresie od podpisania umowy lotniczej do dnia podpisania zawieszenia broni ponad 20 wyższych oficerów zostało przydzielonych na praktykę do francuskich sztabów lotniczych, a jeden ukończył Francuską Wyższą Szkołę Lotniczą.
Po ataku niemieckim na Francję dowództwo francuskie poprosiło o odkomenderowanie grupy polskich pilotów, którzy mieli chronić ważne obiekty na terenie Francji i tworzyć klucze DAT (Defense Aerienne du Territoire) Łącznie stworzono 10 takich zespołów chroniących: Etampes, Cognac, Nantes, Chateauroux, Angers, Bourges, La Rochelle, Romorantin, Toulouse i Salon. Podobne zadanie otrzymała szkolna eskadra myśliwska (pt. Mieczysława Wiórkiewicza, która miała bronić rejonu Lyon.
Polscy piloci latali na wielu typach maszyn, m.in. Morane-Saulnier MS.406, Caudron CR.714, Curtiss P-36 Hawk.
Rozkazem Wodza Naczelnego z dnia 1 grudnia 1939 zostały awansowane na stopień podporucznika lotnictwa i przyjęte do PSP wyszkolone jeszcze w kraju 4 pilotki: Wanda Modlibowska, Zofia Szczecińska-Turowicz, Stefania Wojtulanis i Anna Leska.

## Walki polskich jednostek lotniczych

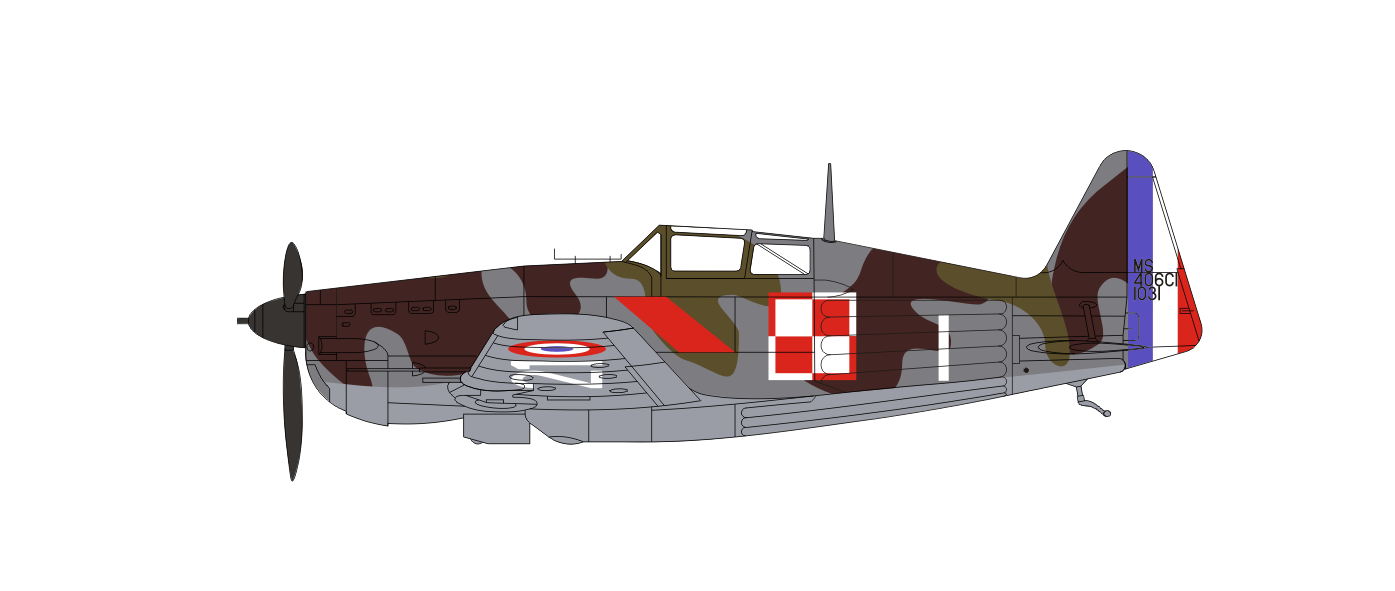
Ms 406 w barwach PSP we Francji 1940

Niemiecki atak lotniczy na Francję 10 maja 1940 obnażył fatalny stan przygotowania sił powietrznych tego kraju do współczesnej wojny, a ich konfrontacja z Luftwaffe w wyjątkowo bolesny dla Francuzów sposób wykazała zdecydowaną wyższość niemieckiej sztuki wojennej. W tym dniu w czynnej służbie w szeregach Polskich Sił Powietrznych znajdowało się 6971 osób, z tego 3304 w bazie Lyon-Bron. Personel latający to 2205 ludzi, z tego 1599 – piloci. Służbę w eskadrach frontowych w tym czasie pełniło jednak zaledwie osiemnastu pilotów z Eskadry Montpellier i sześćdziesięciu dziewięciu żołnierzy obsługi naziemnej, natomiast dwudziestu trzech polskich oficerów było na stażu w jednostkach francuskich. Z całości Polskich Sił Powietrznych we Francji w jej obronie udział wzięły jedynie jednostki lotnictwa myśliwskiego, czyli  piętnaście kluczy frontowych we francuskich jednostkach, Warszawski dywizjon myśliwski nr 1/145 oraz kilkanaście kluczy kominowych.
Ogółem w walkach we Francji uczestniczyło 230 polskich pilotów, w tym 180 myśliwskich. Zestrzelili oni 53 samoloty niemieckie, a 9 uszkodzili. Straty własne to14 pilotów. Dalszych 14 pilotów zginęło w wypadkach podczas szkoleń. Po upadku Francji znaczna część żołnierzy lotnictwa zdołała się ewakuować do Wielkiej Brytanii. Do 15 lipca było to 986 oficerów i 3217 podoficerów i szeregowych. Weszli oni w całości w skład organizowanych tam jednostek lotniczych.

### Działania kluczy eskadry Montpellier

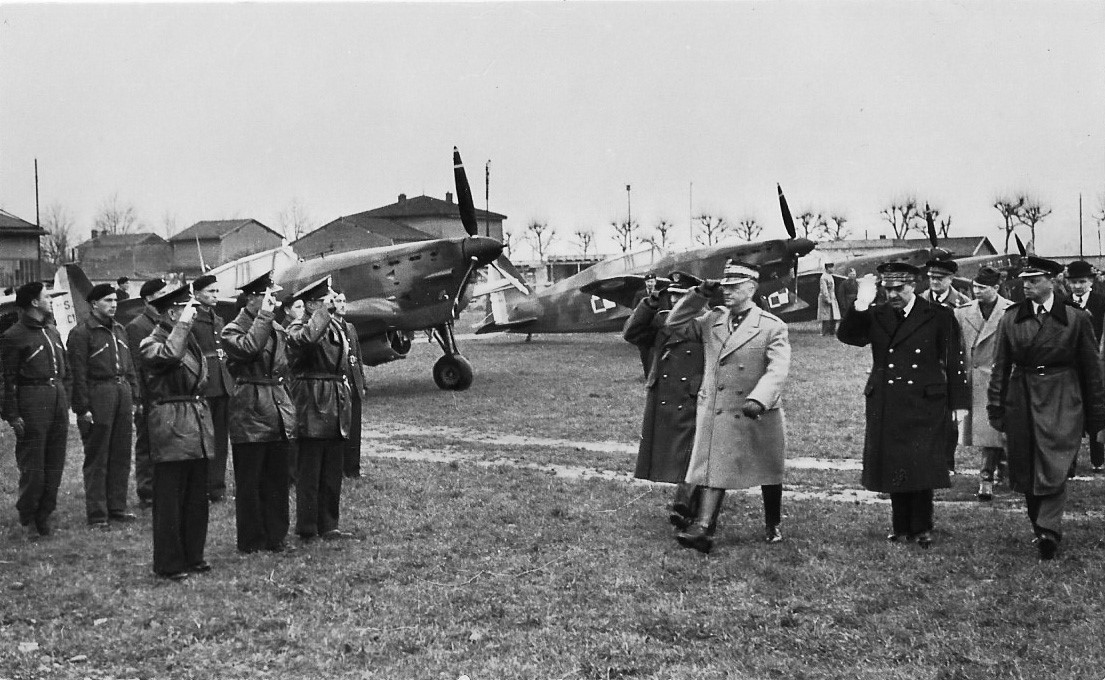
Gen. Władysław Sikorski i gen. Victor Denain wizytują „Eskadrę Montpellier”

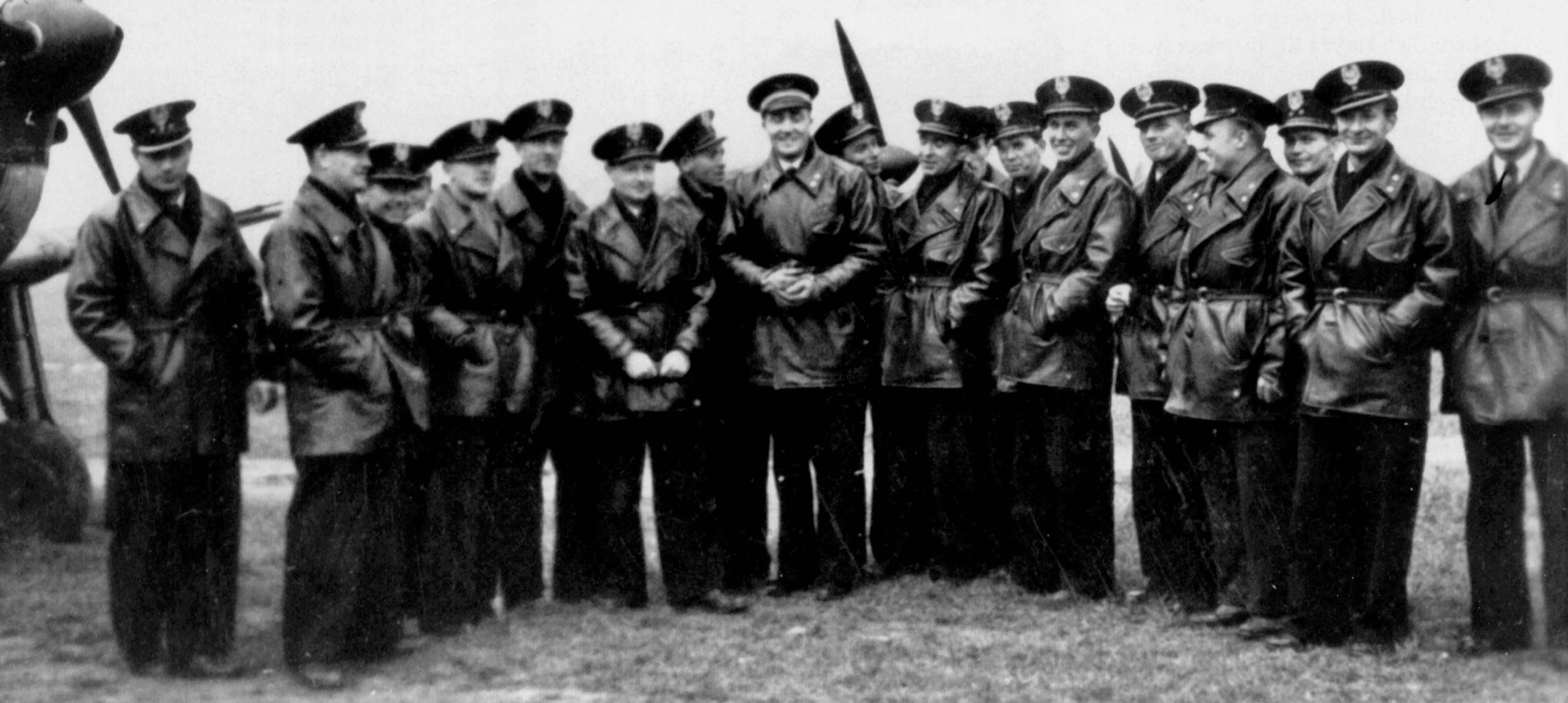
„Eskadra Montpellier” udająca się 27 marca 1940 roku na front niemiecko-francuski; kpt. pil. Jan Pentz 1. z lewej

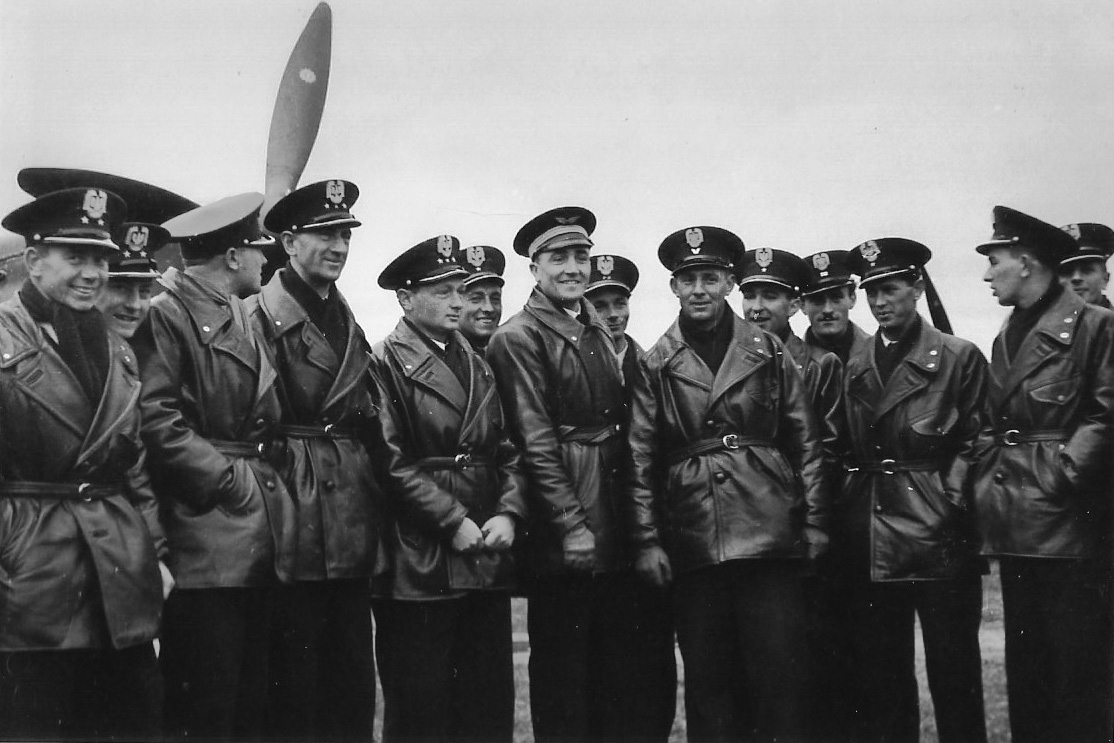
Lotnicy „Eskadry Montpellier”

Jako pierwsze już pod koniec marca 1940 do działań weszły klucze montpellierczyków. Będąc w składzie dywizjonów francuskich, patrolowały one odcinek granicy od Valenciennes do Maubeuge. Do walk przed 10 maja jednak nie dochodziło, bowiem samoloty niemieckie prowadziły loty rozpoznawcze na wysokości powyżej 9000 metrów, nieosiąganej dla francuskich „Morane-Saulnier” M-S 406. Po ataku niemieckim na Belgię i Francję dywizjon, w składzie którego walczył klucz kpt. Stefana Łaszkiewicza, został zaskoczony na lotnisku Cambrai, ponosząc znaczne straty w samolotach. 11 maja, wyposażony w nowe maszyny, prowadził działania nad Belgią w rejonie Namur i Liège. 17 maja jego macierzysty dywizjon GCIII/2 zaczął się wycofywać z Cambrai do Beauvais i dalej na kolejne lotniska zapasowe. 17 czerwca dywizjon został przebazowany ze środkowej Francji aż do Perpignan, a dowództwo francuskie planowało użyć go na froncie włoskim. Po upadku Francji dywizjon GCIII/2 z polskimi załogami przeleciał do Afryki Północnej.

Drugi polski klucz kpt. pil. Jana Pentza, wszedł w skład francuskiego dywizjonu GCII/6 i rozpoczął działania operacyjne 27 marca na lotnisku w Augłure-Vonarce. Jego zadaniem była obrona okręgu przemysłowego w trójkącie Lille, Valenciennes, Douai. 10 maja klucz zmuszony został do przeniesienia się na lotnisko polowe w Maubeuge, a już 14 maja musiał przenieść się na lotnisko Vertaine. 17 maja do dywizjonu GCII/6 dołączył kolejny polski klucz pod dowództwem por. Arsena Cebrzyńskiego. 13 czerwca dywizjon przeniesiono do Auxerre, zaś tydzień później piloci polscy wyjechali do Tuluzy po nowe samoloty. W nocy z 23 na 24 czerwca otrzymali jednak rozkaz wyjazdu do Port Vendres, a stąd do Oranu. 24 czerwca w południe piloci zostali zaokrętowani na statku Apapa. Po kilkunastu dniach piloci polscy dotarli na wyspy.

Kolejny klucz montpellierczyków walczył w składzie francuskiej 2/GCIII/6 eskadry stacjonującej na lotnisku Wez-Thuisy. Pod koniec kwietnia został przeniesiony został do Arc et Senans, miejscowości odległej o osiemdziesiąt kilometrów od granicy ze Szwajcarią. Do 10 maja aktywność klucza kpt. Mieczysława Sulerzyckiego polegała na lotach patrolowych w rejonie granicy ze Szwajcarią. Po niemieckiej agresji zwalczał niemieckie bombowce. 20 maja przebazowany został do Coulommieres. Po dziesięciu dniach stałej aktywności bojowej w tym rejonie, dywizjon GCIII/6 przerzucony został na lotnisko Le Luc, przezbrojony w samoloty „Dewoitine” D-520 i skierowany do działań na froncie francusko-włoskim.
8 czerwca dywizjon GCIII/6 wzmocniony został polskim kluczem, dowodzonym przez por. Wieńczysława Barańskiego, ale myśliwce „Dewoitine” otrzymał dopiero 15 czerwca i nie wziął już udziału w walkach. 16 czerwca obydwa klucze odleciały do Perpignan, a cztery dni później do Maison Blanche w Algierii. 

Czwarty klucz eskadry „Montpellier” por. pil. Kazimierza Bursztyna stacjonował początkowo na lotnisku w Toul-Crox-de-Metz i wszedł w skład francuskiego dywizjonu GCIII/1. Tam wykonywał loty patrolowe w okolicach granicy z Luksemburgiem. 16 kwietnia przebazowany został na lotnisko Boos-Rouen, a 5 maja na lotnisko Auchy-au-Bois. 16 maja dywizjon GCIII/1 przesunięto w rejon Rouen z zadaniem osłony Rouen i Hawr. W następnych dniach polski klucz po raz kolejny zmieniał miejsce stacjonowania. 21 czerwca większość pilotów i obsługi naziemnej odjechała do Port Vendres, skąd ewakuowano ich do Algierii.

 Piąty klucz por. pil. Józefa Brzezińskiego działał w składzie 1/ GCI/2 dywizjonu stacjonującego na lotnisku Xaviervillers. W marcu i kwietniu załogi wykonały kilka lotów eskortowych z Xaviervillers nad obszar graniczny, a po przeniesieniu na lotnisko w Ochey także kilka lotów w osłonie samolotów rozpoznawczych nad obszarem Saarbrücken i Zweibrücken. Po 10 maja przez kilka kolejnych dni klucz bronił lotniska, a także brał udział w wyprawach przeciwko bombowcom w rejon Nancy. 14 maja wszystkie trzy klucze polskie przebazowane zostały na lotnisko w Damblain. 16 czerwca dywizjon GCI/2 przebazowany został do St. Symphorien d’Ozon, a dzień później do Montpellier. Tutaj klucz zakończył swój szlak bojowy. 21 czerwca polscy piloci dotarli pociągiem do St.-Jean-de-Luz, skąd na pokładzie brytyjskiego statku dotarli do Liverpoolu.

Szósty klucz, dowodzony przez por. Władysława Goettla, przydzielony został do 3/GCII/7 francuskiego dywizjonu stacjonującego na lotnisku Luxeuil. Od 7 kwietnia ich głównym zadaniem było przeprowadzanie lotów patrolowych w rejonie własnego lotniska. Polski klucz brał udział również w eskortowaniu samolotów rozpoznawczych. 10 maja nad lotniskiem wziął udział w walkach powietrznych. W związku ze zniszczeniem macierzystego lotniska, dywizjon GCII/7 przebazowany został do Saint Sauveur, gdzie otrzymał nowe myśliwce. 21 maja w skład 4/ GCII/7 dywizjonu wszedł polski klucz dowodzony przez por. pil. Wojciecha Januszewicza. Jednak dopiero 30 maja otrzymał myśliwce „Dewoitine” i w tym dniu wszedł do walki. Pod koniec drugiej dekady czerwca dywizjon dotarł do Perpignan, skąd wyleciał do Algierii. 26 czerwca polscy piloci wyruszyli do Casablanki, skąd transportem morskim przewiezieni zostali do Liverpoolu.

### Walki kluczy frontowych
2 czerwca z Centrum Wyszkolenia Lotnictwa wyruszył na front w rejon Amiens podwójny klucz frontowy mjr. Eugeniusza Wyrwickiego. Czterech pilotów otrzymało przydział do 1 eskadry dywizjonu GCII/10, a dwóch do 2 eskadry tegoż dywizjonu. Po 3-dniowym przeszkoleniu na myśliwcach „Bloch” piloci polscy rozpoczęli wykonywanie zadań bojowych. Do 18 czerwca wykonali około piętnastu lotów, zaliczając jedno zwycięstwo. 3 pilotów zginęło w walkach.

 W tym samym czasie skompletowany został w CWL w Lyon-Bron kolejny podwójny klucz pod dowództwem por. Aleksandra Gabszewicza. Został on włączony do francuskiego dywizjonu GCIII/10, stacjonującego na lotnisku w Deauville, a po krótkim przeszkoleniu na myśliwcach „Bloch” już 5 czerwca rozpoczął loty bojowe. W wyniku niekorzystnej sytuacji operacyjnej, klucz kilkakrotnie zmieniał lotniska, działając m.in. z Bemay, Anglure, Les Grandem Chapelles, Montbard, Clermont-Ferrand, Ussel i Bergerac. 22 czerwca Polacy opuścili francuski dywizjon i ewakuowali się do Wielkiej Brytanii.

Kolejny podwójny klucz utworzony został w CWL 18 maja. Dowództwo nad nim objął  kpt. Franciszek Jastrzębski. Pododdział przegrupował się na lotnisko Buc, wyposażony został w myśliwce „Bloch” MB 152 i wszedł w skład dywizjonu GCII/1. 2 czerwca francuski dywizjon przebazowany został na lotnisko w miejscowości Bretigny sur Orge. Potem lotnicy startowali z lotnisk Vitry-le-Francis-La Pethe, Troyes-La Caroline, Montbard i Clermont-Ferrand i Valensole. 23 czerwca piloci przetransportowani zostali do Port Vendres, skąd udali się do Oranu, następnie do Casablanki. Później przez Gibraltar dotarli do Wielkiej Brytanii.

W Lyon-Bron utworzono także klucz por. Ludwika Paszkiewicza. Przydzielono go do 4 eskadry dywizjonu GCII/8. Połączenie nastąpiło dopiero na lotnisku w Villacoublay. Latano na myśliwcach „Bloch” MB 152. Od 23 maja Polacy zapewniali obronę francuskiej stolicy oraz Hawru i Cherbourga. Pod koniec maja dywizjon GCII/8 przeniesiony został na lotnisko w Deauville. Tam, w wypadku, zginął jeden z pilotów klucza, plut. Leon Nowak. W kolejnych dniach osłaniano francuskie bombowce atakujące niemieckie kolumny pancerne w rejonie Cherbourga i Nantes. 20 czerwca dywizjon GCII/8 skierowany został do Rochefort, skąd dwaj polscy piloci udali się do portu w La Rochelle i na pokładzie polskiego statku Robur III dotarli do Anglii.

8 czerwca w Lyon-Bron utworzony został kolejny, podwójny klucz dowodzony przez mjr. Edwarda Więckowskiego i przekazany do dyspozycji dowódcy francuskiego dywizjonu GCIII/9. Po przeszkoleniu na myśliwcach „Bloch” MB 152 piloci polscy włączeni zostali pojedynczo do kluczy francuskich. Francuscy piloci tegoż dywizjonu nie wykazywali zbytniej chęci do walki, pozostawiając polskich pilotów w walce z Niemcami samym sobie. 19 czerwca w Le Luc dywizjon zakończył działalność bojową. Polscy piloci 23 czerwca ewakuowali się do Oranu, skąd przez Gibraltar dotarli do Wielkiej Brytanii.

Ostatnią ośmioosobową grupę pilotów utworzono w połowie czerwca z pilotów Warszawskiego dywizjonu myśliwskiego nr 1/145 i skierowano pod dowództwem kpt. Antoniego Wczelika do francuskiego dywizjonu GCI/1. Do jednostki dotarli 15 czerwca i po krótkim zapoznaniu się z samolotami „Bloch” MB 152 już po południu w tym samym dniu osłaniali mosty na Loarze. 17 czerwca dywizjon został przebazowany do Rochefort, a dzień później do Royan-Medis. Stąd polska grupa została ewakuowała do Wielkiej Brytanii.

### Walki kluczy kominowych
W obronie francuskiego nieba udział wzięli także polscy piloci tak zwanych kluczy kominowych. Ich zadanie polegało na obronie najważniejszych elementów zaplecza, okręgów przemysłowych czy pojedynczych fabryk.
15 maja utworzony został i włączony do Paryskiego dywizjonu myśliwskiego klucz plut. Henryka Kowalskiego. Polski klucz nr 9 „Ko” odpowiadał za obronę Chateaudun. Od 12 czerwca piloci polscy dołączyli do klucza kominowego por. Jana Falkowskiego w Cognac.
11 i 12 maja ukazały się dyrektywy władz francuskich sił powietrznych nakazujące dowódcy Mieszanej Bazy Lotniczej i Centrum Wyszkolenia Lotnictwa w Lyon-Bron utworzenie sześciu kluczy kominowych.
16 maja I klucz kominowy „Kr” pod dowództwem mjr. Zdzisława Krasnodębskiego z przydzielonym 14-osobowym personelem naziemnym skierowano do Chateaudun. Dwa dni później piloci polscy wykonali pierwsze loty patrolowe.19 maja klucz mjr. Krasnodębskiego podzielono na dwa nowe klucze. Jednostki te 22 maja rozpoczęły intensywne działania w rejonie Etampes. Nieskuteczność francuskiego systemu dowodzenia powodowała, że załogi były podrywane do zadań zbyt późno i w związku z tym nie miały możliwości przechwycenia przeciwnika. Niejednokrotnie piloci francuscy nie wykazywali woli walki. Powtarzające się tego rodzaju sytuacje spowodowały wystąpienie mjr. Krasnodębskiego z wnioskiem o wysyłanie polskich pilotów wyłącznie z pilotami czeskimi. Do pierwszego kontaktu bojowego doszło dopiero 3 czerwca w czasie niemieckiego ataku bombowego na lotnisko w Chateaudun. 12 czerwca do klucza mjr. Krasnodębskiego dołączył klucz por. Franciszka Skiby. Walczyły one w obronie wytwórni silników w Limoges i obiektów przemysłowych w Clermont-Ferrand. 18 czerwca mjr Krasnodębski otrzymał rozkaz udania się do Rochefort, następnie do La Rochelle, skąd z innymi polskimi pilotami i technikami ewakuowany został na czeskim statku do Wielkiej Brytanii. Klucz ppor. Jana Zumbacha wraz z Warszawskim dywizjonem myśliwskim GCI/145 zaokrętowano została na statek „Kmicic” i 21 czerwca polscy piloci dotarli do Wielkiej Brytanii.

Kolejny klucz kominowy utworzony w połowie maja to pododdział kpt. Tadeusza Opulskiego w składzie sześciu pilotów i 15-osobowa obsługa naziemna. Klucz chronił magazyny francuskich sił powietrznych i zakłady przemysłu lotniczego w Romorantin. Na przełomie maja i czerwca nastąpiło wyraźne nasilenie się walk. Lotnisko i sama miejscowość Romorantin zostały przez Niemców kilka razy bombardowana. Klucz kpt. Opulskiego walczył do 18 czerwca i był najskuteczniejszym polskim kluczem kominowym.

### Walki Warszawskiego dywizjonu myśliwskiego
W momencie ataku Nemiec na Francję dywizjon realizował proces szkolenia na samolotach „Morane” 406. Jednakże ze względu na ograniczone możliwości w wyposażeniu dywizjonu w ten typ samolotów władze francuskie zdecydowały, że otrzyma on samolot myśliwski „Caudron-Cyclone”. 10 maja w trakcie bombardowania Lyon-Bron śmierć poniosło dwunastu polskich pilotów a szesnastu odniosło rany. Jeszcze w tym samym dniu dywizjon przeniesiony został na lotnisko w Mions, zaś 18 maja do Villacoublay. Tu do 20 maja piloci dostali docelowe samoloty. Ten typ myśliwca miał nie zostać dopuszczony do służby we francuskich siłach powietrznych, jednak ze względu na niedostatek innych maszyn trafił do polskiego dywizjonu. 27 maja dywizjon przydzielony został do dyspozycji francuskiego 21 Zgrupowania Myśliwskiego, którego zadaniem była obrona powietrzna rejonu Paryża i Rouen.  2 czerwca dywizjon przeniesiono do  Dreux. 6 czerwca dywizjon wszedł w podporzadkowanie  42 Zgrupowania Myśliwskiego. Jego nowe zadanie polegało na obronie dolnej Sekwany od  Vemon do Meulan.
8 czerwca w rejonie Rouen piloci dywizjonu warszawskiego odnieśli  pierwsze zwycięstwa powietrzne zestrzeliwując pięć „Messerschmittów” Me 110. Następnego dnia do wyniku zwycięstw  dodano kolejne cztery, ponosząc jednak straty własne–trzech poległych pilotów. w kolejnych dniach polscy piloci prowadzili  walki ze zmiennym szczęściem. Zmieniano też lotniska i podporządkowanie.
12 czerwca decyzją  gen. Zająca i francuskiego gen. d’Astiera dywizjon oddelegował ośmiu pilotów  do francuskiego dywizjonu GC 1/1 z Janvili-Grandville oraz kolejnych ośmiu do dywizjonu GCI/8 w Malesherbes-Cesar- ville. W jednostkach tych nasi piloci mieli przeszkalać się na samoloty „Bloch” MB152.
14 czerwca dywizjon warszawski przesunięto do Chateauroux, a 17 czerwca do Rochefort. 19 czerwca dywizjon opuścił lotnisko w Rochefort, pozostawiając na nim trzynaście sprawnych samolotów, ewakuując się do portu w La Rochelle, skąd następnego dnia rano piloci odpłynęli do Wielkiej Brytanii.

Od 10 maja do 18 czerwca Warszawski Dywizjon Myśliwski 1/145 wykonał sześćdziesiąt cztery zadania bojowe, uzyskując dwanaście zestrzeleń potwierdzonych i dwa prawdopodobne, tracąc jedenaście własnych samolotów „Caudron-Cyc- lone” 714, trzech pilotów poległych, jednego zaginionego i dwóch rannych.

## Spis jednostek PSP
| Dywizjony myśliwskie               | Dywizjony myśliwskie     |
| Numer dywizjonu                    | Nazwa                    |
| ---------------------------------- | ------------------------ |
| Dywizjon I/145                     | „Warszawski"             |
| Dywizjon II/145                    | „Krakowsko-poznański"    |
| Dywizjon III/145                   | „Dębliński" (Fiński)     |
| Dywizjon IV                        |                          |
| Myśliwski dywizjon ruchomy         |                          |
| Klucze frontowe                    |                          |
| Nazwa                              | Podporządkowanie         |
| Klucz Frontowy Nr 1 (Ła)           | GC III/2                 |
| Klucz Frontowy Nr 2 (Pe)           | GC II/6                  |
| Klucz Frontowy (Ce)                | GC II/6                  |
| Klucz Frontowy Nr 3 (Su)           | GC III/6                 |
| Klucz Frontowy (Ba)                | GC III/6                 |
| Klucz Frontowy Nr 4 (Bu)           | GC III/1                 |
| Klucz Frontowy Nr 5 (Br)           | GC I/2                   |
| Klucz Frontowy Nr 6 (Go)           | GC II/7                  |
| Klucz Frontowy (Jan)               | GC II/7                  |
| Podwójny Klucz Frontowy Nr 7 "Wy"  | GC II/10                 |
| Podwójny Klucz Frontowy Nr 8 "Ja"  | GC II/1                  |
| Podwójny Klucz Frontowy Nr 10 (Ga) | GC III/10                |
| Klucz Frontowy (Pa)                | GC II/8                  |
| Podwójny Klucz Frontowy "Wi"       | GC II/9                  |
| Klucze kominowe                    |                          |
| numer i nazwa                      | miejsce                  |
| I Klucz Kominowy (Kr)              | Etampes (ECD I/55)       |
| II Klucz Kominowy (Op)             | ELD/Romorantin-Lanthenay |
| III Klucz Kominowy (Ku)            | ECD/Nantes               |
| IV Klucz Kominowy (He)             | ELD/Chateauroux          |
| V Klucz Kominowy (Kos)             | ELD/Bourges              |
| VI Klucz Kominowy (Sa)             | ELD/Toulouse             |
| VII Klucz Kominowy (Gr)            | „Koolhoven”/Clermont     |
| VIII Klucz Kominowy (Ża)           | „Koolhoven”/Salon        |
| IX Klucz Kominowy (Jan)            | ELD/Angers               |
| X Klucz Kominowy (Fa)              | ELD/Cognac               |
| XI Klucz Kominowy (Kow)            | ELD/La Rochelle          |
| Klucz Kominowy (Kol)               | Rennes                   |
| Klucz Obrony Lokalnej Nr 9 Ko      | ELD/Chateaudun           |
| Jednostki bombowe i współpracy     |                          |
| I Dywizjon Bombowy                 |                          |
| I Dywizjon Współpracy              |                          |
| II Dywizjon Współpracy             |                          |
| Grupa Szkół Lotniczych             |                          |
| Dywizjon Szkolny                   |                          |

## Podsumowanie działań jednostek PSP

### Wysiłek operacyjny jednostek PSP we Francji
W okresie 27 marca - 20 kwietnia 1940
| Wysiłek operacyjny i bojowy | Wysiłek operacyjny i bojowy |                            | Straty w samolotach nieprzyjaciela zadane przez polskich pilotów | Straty w samolotach nieprzyjaciela zadane przez polskich pilotów |
| Rok 1940                    | Razem                       | Rok 1940                   | Razem                                                            |                                                                  |
| liczba lotów                | 714                         | zniszczone                 | 519/10                                                           |                                                                  |
| samoloto-zadań              | 1916                        | prawdopodobnie zniszczone  | 3                                                                |                                                                  |
| godzin lotów                | 2238                        | uszkodzone                 | 63/5                                                             |                                                                  |
|                             |                             | straty własne w samolotach | 44                                                               |                                                                  |

### Straty personelu latającego PSP we Francji[29]
| Rok 1940  | Razem |
| --------- | ----- |
| polegli   | 11    |
| ranni     | 2     |
| zaginieni | 8     |